# David Millar
David Millar (Mtarfa (Malta), 4 januari 1977) is een Brits voormalig wielrenner. Millar was gespecialiseerd in het tijdrijden. De Schot werd in 2004 opgepakt op verdenking van epo-gebruik, waarop hij bekende. Hij werd hiervoor twee jaar geschorst, waarna hij terugkeerde in het peloton als fel tegenstander van dopinggebruik.
De meest succesvolle jaren van David Millar waren 2001 (8 overwinningen, 16e in de UCI-ranking) en 2003 (6 overwinningen, 20e in de UCI-ranking).

## Biografie

### Successen

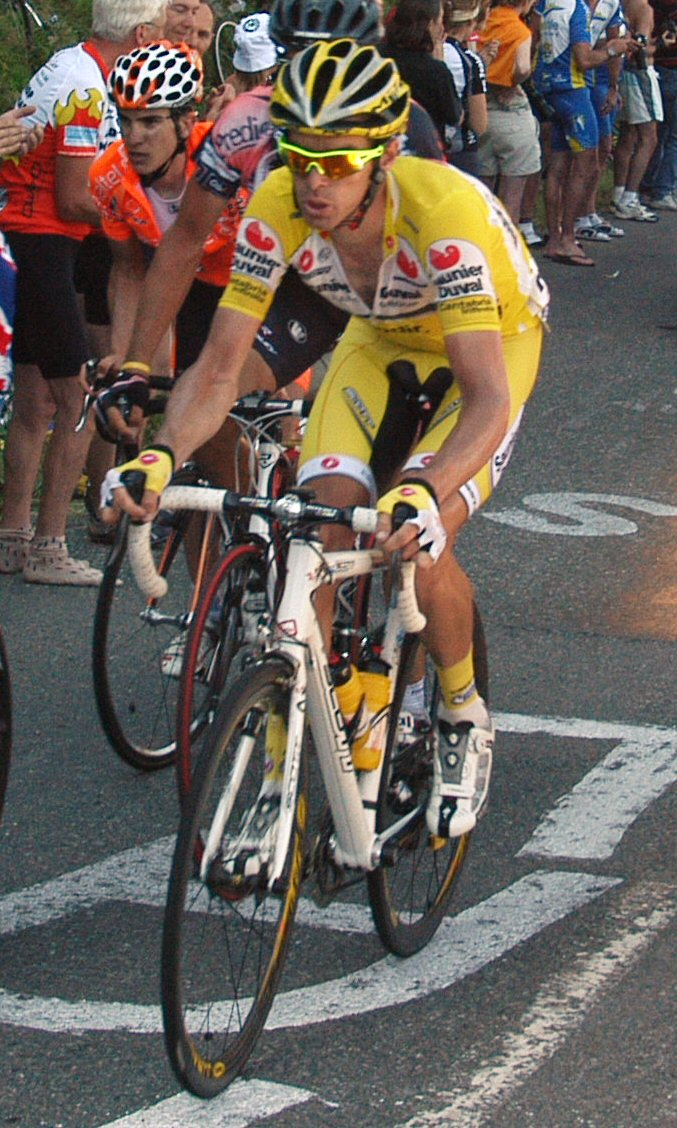
Millar op de Col de la Colombière in de 7e etappe van de Ronde van Frankrijk 2007

Millar werd prof in 1997 bij Cofidis, waarvoor hij in zijn debuutjaar de proloog van de Ronde van de Toekomst wist te winnen. Het jaar erop deed hij dat kunstje nog eens over met zelfs nog een tweede ritzege en schreef hij ook de tijdrit van de Driedaagse van De Panne op zijn naam. In 2000 won Millar de proloog van de Ronde van Frankrijk en een jaar later was hij opnieuw erg succesvol met acht zeges, waaronder de eindoverwinningen in de Omloop van de Sarthe en de Ronde van Denemarken. Ook werd hij dat jaar tweede op het Wereldkampioenschap tijdrijden in Lissabon achter Jan Ullrich. Millar wist zich al zeker van zijn overwinning en kwam met een zegegebaar over de streep, maar Ullrich reed een sterk slot en mocht zo de regenboogtrui in ontvangst nemen. Twee jaar later was Millar alsnog de sterkste op het WK 2003 in Hamilton [zie hoofdstuk Doping].

### Doping
In 2004, kort voor de start van de Ronde van Frankrijk kwam een dopingaffaire van zijn toenmalige ploeg Cofidis aan het licht. Millar werd ervan verdacht epo te hebben gebruikt en werd op 24 juni opgepakt. Millar gaf zijn zonden toe en bekende dat hij sinds augustus 2001 inderdaad regelmatig epo had gebruikt. Hij verklaarde "een gevangene te zijn geweest van de roem en het geld". Hij zei dat hij de epo had gekregen van zijn ploegmaat Massimiliano Lelli en later van zijn ploegleider Jesus Losa. Naar aanleiding van zijn verklaring werd David Millar voor twee jaar geschorst. Ook werd een deel van Millars zeges van zijn palmares geschrapt, waaronder zijn mondiale tijdrittitel uit 2003. Deze titel kwam als gevolg hiervan toe aan de oorspronkelijke nummer twee van het WK, Michael Rogers. Ook werd hij ontslagen door zijn werkgever Cofidis, de ploeg waar Millar ruim zeven jaar voor had gereden.
In interviews verklaarde Millar spijt te hebben, en zijn voorbeeldfunctie te gaan gebruiken voor werk ter preventie van dopinggebruik. In februari 2005 wijzigde het CAS de datum van Millars schorsing, waardoor deze niet meer op 5 augustus, maar op 23 juni 2006 ten einde liep

### Na zijn schorsing
Eind november 2005 tekende de Schot een contract bij Saunier Duval en in 2006 keerde hij terug in het peloton, toen in juni van dat jaar zijn schorsing afliep. In de Ronde van Spanje van dat jaar knoopte Millar terug aan met een overwinning door de 14de rit te winnen, een tijdrit. Het jaar erop won hij de proloog in Parijs-Nice en werd hij Brits kampioen op de weg en in de tijdrit. Later dat jaar werd bekend dat hij tekende bij Team Slipstream, een opvallende stap, aangezien zijn nieuwe werkgever een fel antidopingbeleid voerde. Voor zijn nieuwe ploeg reed hij in 2008 onder andere de Ronde van Italië en de Ronde van Frankrijk. In de Giro won hij met zijn team de ploegentijdrit. Enkele dagen later zat hij mee in een ontsnapping, toen vlak voor het ingaan van de laatste kilometer zijn ketting het begaf. Uit frustratie wierp hij zijn fiets over het hekwerk.
In 2010 werd David Millar tweede bij het wereldkampioenschap tijdrijden en op diezelfde discipline won hij goud op de Gemenebestspelen.
In juni 2011 bracht Millar zijn autobiografie uit: Racing Through the Dark. Hierin vertelt hij uitgebreid over zijn hele leven, en in het bijzonder over zijn dopinggebruik.
In oktober 2013 maakte hij bekend na het seizoen 2014 te stoppen met wielrennen.

### Privéleven
Millar is getrouwd en is vader van twee zonen en een dochter.

## Belangrijkste overwinningen
1997
- Proloog Ronde van de Toekomst

1998

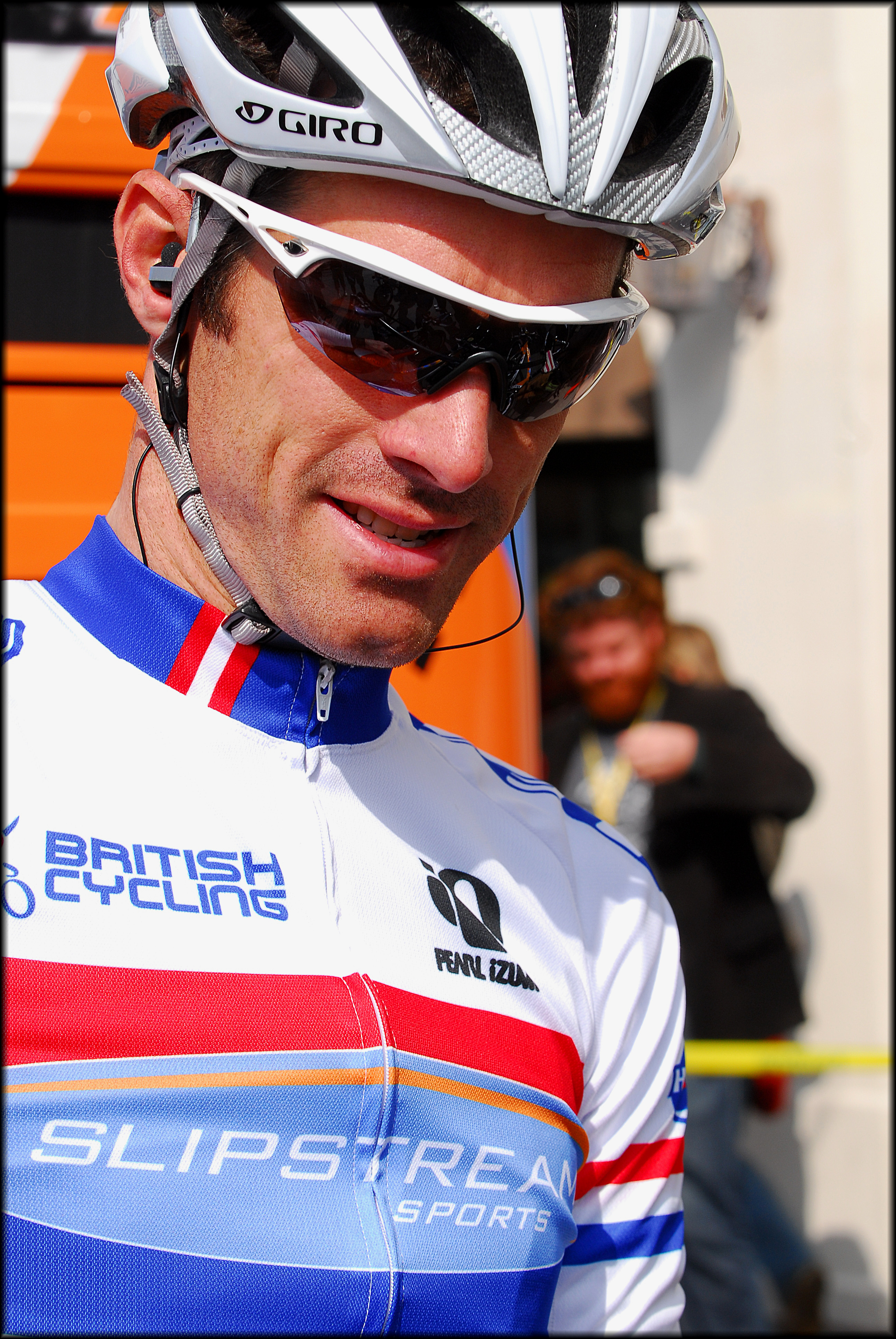
David Millar voor Team Slipstream-Chipotle

- 3e etappe deel B Driedaagse van De Panne
- Proloog Ronde van de Toekomst
- 6e etappe Ronde van de Toekomst

1999
- Manx International

2000
- 1e etappe deel B Route du Sud
- 1e etappe Ronde van Frankrijk

2001
- 1e etappe(tijdrit) Ronde van Spanje
- 6e etappe Ronde van Spanje
- 3e etappe deel B Omloop van de Sarthe
- 4e etappe Omloop van de Sarthe
- Eindklassement Omloop van de Sarthe
- 4e etappe deel B Euskal Bizikleta
- 5e etappe Ronde van Denemarken
- Eindklassement Ronde van Denemarken
- Ronde van de Sarthe

2002
- 13e etappe Ronde van Frankrijk

2003
- Proloog Driedaagse van West-Vlaanderen
- Ronde van Picardië
- 19e etappe Ronde van Frankrijk
- Eindklassement Ronde van Picardië
- 17e etappe Ronde van Spanje
- 4e etappe Ronde van Burgos

2006
- Brits kampioenschap baanwielrennen, Achtervolging, Elite
- 14e etappe Ronde van Spanje

2007
- Proloog Parijs-Nice
- Brits kampioen individuele tijdrit op de weg, Elite
- Brits kampioen op de weg, Elite

2008
- 1e etappe (ploegentijdrit) Ronde van Italië

2009
- 20e etappe (tijdrit) Ronde van Spanje

2010
- 3e etappe deel b (tijdrit) Driedaagse van De Panne-Koksijde
- Eindklassement Driedaagse van De Panne-Koksijde
- 2e etappe deel b (tijdrit) Internationaal Wegcriterium
- Wereldkampioenschap tijdrijden
- Gemenebestspelen
- Individuele tijdrit Gemenebestspelen
- Chrono des Nations

2011
- 21e etappe (tijdrit) Ronde van Italië
- 2e etappe (ploegentijdrit) Ronde van Frankrijk

2012
- 12e etappe Ronde van Frankrijk

## Resultaten in voornaamste wedstrijden
| Jaar | Ronde van Italië | Ronde van Frankrijk | Ronde van Spanje |
| ---- | ---------------- | ------------------- | ---------------- |
| 1999 |                  |                     |                  |
| 2000 |                  | 62e (1)             |                  |
| 2001 |                  | opgave              | 41e (2)          |
| 2002 |                  | 68e (1)             | opgave           |
| 2003 |                  | 55e (1)             | 102e (1)         |
| 2004 |                  |                     |                  |
| 2005 |                  |                     |                  |
| 2006 |                  | 58e                 | 64e (1)          |
| 2007 |                  | 69e                 |                  |
| 2008 | 94e              | 68e                 |                  |
| 2009 | opgave           | 85e                 | 80e (1)          |
| 2010 | opgave           | 158e                | 107e             |
| 2011 | 100e (1)         | 76e                 |                  |
| 2012 |                  | 106e (1)            |                  |
| 2013 | opgave           | 113e                |                  |
| 2014 |                  |                     | 144e             |

| Jaar | Milaan-San Remo | Ronde van Vlaanderen | Parijs-Roubaix | Amstel Gold Race | Luik-Bast.‑Luik | Ronde van Lombardije | Waalse Pijl | Clásica San Sebastián |  | WK op de weg |  | Wereldranglijsten |
| ---- | --------------- | -------------------- | -------------- | ---------------- | --------------- | -------------------- | ----------- | --------------------- |  | ------------ |  | ----------------- |
| 1999 |                 |                      |                | opgave           |                 |                      |             |                       |  |              |  |                   |
| 2000 |                 |                      | opgave         |                  | opgave          |                      | 88e         |                       |  |              |  |                   |
| 2001 |                 |                      |                |                  | opgave          |                      |             |                       |  | opgave       |  |                   |
| 2002 |                 |                      |                |                  |                 |                      |             |                       |  | opgave       |  |                   |
| 2003 | 24e             |                      |                |                  |                 |                      |             | 78e                   |  | 86e          |  |                   |
| 2004 | 129e            |                      |                |                  |                 |                      |             |                       |  |              |  |                   |
| 2005 |                 |                      |                |                  |                 |                      |             |                       |  |              |  |                   |
| 2006 |                 |                      |                |                  |                 | opgave               |             | 96e                   |  | 35e          |  | 134e (UPT)        |
| 2007 | 71e             | opgave               |                |                  |                 |                      |             |                       |  | 54e          |  | 50e (UPT)         |
| 2008 | 99e             |                      |                | 74e              | 90e             |                      | 49e         |                       |  | opgave       |  |                   |
| 2009 |                 |                      |                |                  |                 |                      |             | 40e                   |  | opgave       |  | 100e (UWK)        |
| 2010 | 105e            | 32e                  | opgave         |                  |                 |                      |             |                       |  | opgave       |  | 162e (UWK)        |
| 2011 |                 |                      |                | 113e             |                 |                      | 127e        | opgave                |  | 114e         |  | 23e (UWT)         |
| 2012 | 112e            |                      |                |                  |                 |                      |             |                       |  |              |  |                   |
| 2013 | opgave          |                      |                |                  |                 |                      |             |                       |  |              |  |                   |
| 2014 | opgave          | opgave               | 113e           |                  |                 |                      |             |                       |  | opgave       |  |                   |